# NGC 1061
NGC 1061 est une galaxie spirale située dans la constellation du Triangle. NGC 1061 a été découverte par le physicien irlandais George Stoney en 1849.

## Caractéristiques
Sa vitesse par rapport au fond diffus cosmologique est de 3 814 ± 17 km/s, ce qui correspond à une distance de Hubble de 56,3 ± 4,0 Mpc (∼184 millions d'al).
NGC 1061 présente une large raie HI.

## Une région densément peuplée de galaxies
NGC 1061 est dans une région du ciel particulièrement riche en galaxies. On y trouve les galaxies NGC 1057, NGC 1060, NGC 1061, NGC 1066 et NGC 1067 qui, selon la base de données NASA/IPAC, font toutes partie d'un groupe de galaxies. Plusieurs autres galaxies qui ne figurent pas au catalogue NGC sont aussi dans cette région. Notons que la galaxie UGC 2201 (voir l'image) est identifiée faussement à NGC 1062 sur la base de données Simbad.

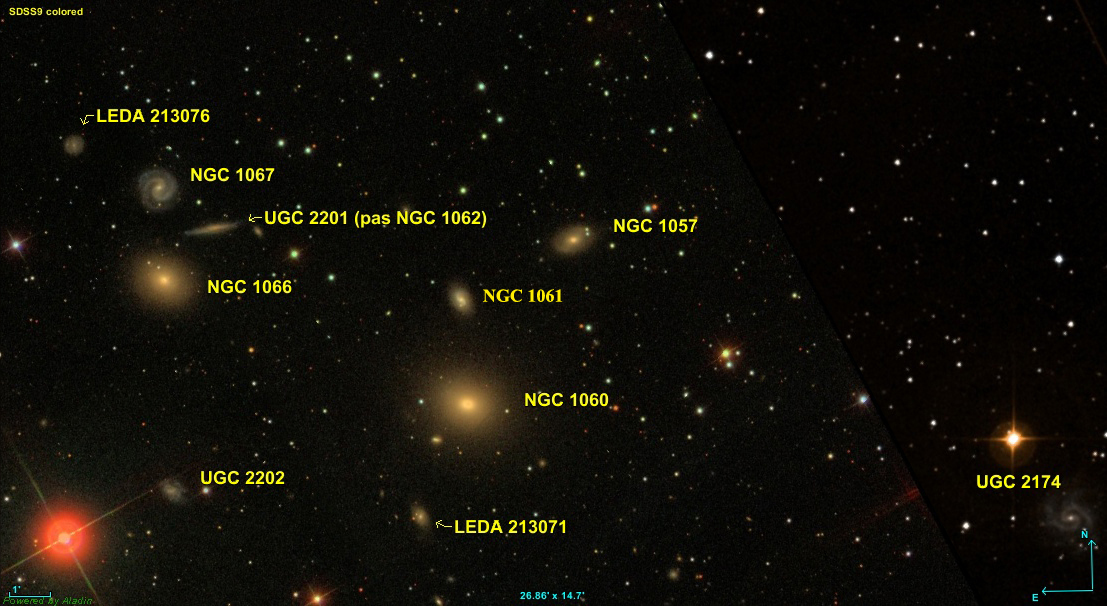
NGC 1057 et ses voisines

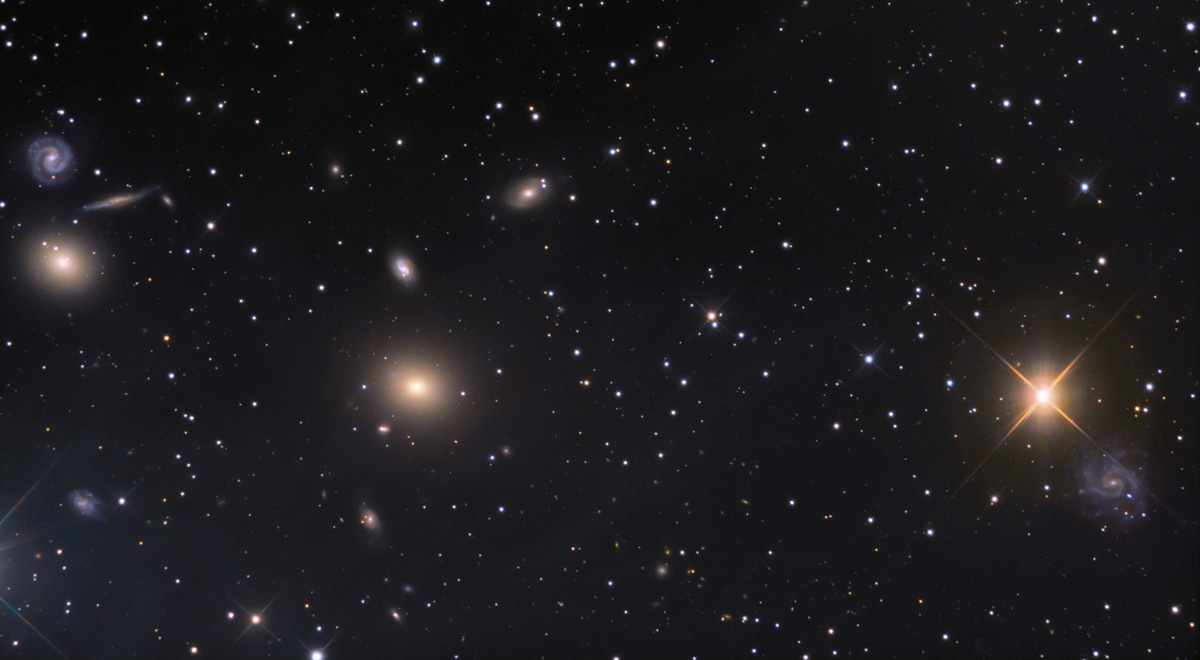
NGC 1057 est au centre de cette image. (Adam Block/Mount Lemmon SkyCenter/University of Arizona)